# Dysorthographie
 (février 2018).
 Mise en garde médicale
La dysorthographie est un dysfonctionnement de l’écriture dû à un trouble d'apprentissage persistant de l’acquisition et de la maîtrise de l’orthographe, également appelé trouble de l’acquisition de l’expression écrite (altération de l’écriture spontanée ou de l'écriture sous dictée).
La dysorthographie ne doit pas être confondue avec la dyslexie qui, selon son étymologie, est un dysfonctionnement de la lecture et non de l’écriture, qui est souvent associé à la dysorthographie, mais pas toujours.
Dans certaines langues, la complexité de l’orthographe peut être un facteur qui aggrave les conséquences liées à la dysorthographie. L'orthographe du français est ainsi propice à une discrimination sociale à l’encontre des personnes sujettes aux troubles.

## Symptômes
La dysorthographie perturbe, dans des proportions variées, la conversion phonographique, la segmentation des composants de la phrase, l’application des conventions orthographiques (dites règles d'usage), et enfin l'orthographe grammaticale (marques flexionnelles que sont les accords et conjugaisons).
Pour prétendre à une dysorthographie, il faut un décalage d’au moins 18 mois par rapport à l'acquisition normale.
Les problèmes découlant de la dysorthographie sont notamment :
- une lenteur d’exécution, des hésitations et une pauvreté des productions écrites (dans certains cas) ;
- des erreurs orthographiques, de conjugaison, de grammaire et d’analyse ;
- des difficultés à l’écrit, semblables à celles du dysgraphique ;
- des erreurs de copie et des découpages arbitraires ;
- des économies de syllabes, des omissions et des mots soudés ;
- des erreurs auditives par substitutions entre sons proches (confusions sourdes et sonores : grogne et crogne), par assimilations (sachant et chachant) ou par des substitutions de mots (sentier et chemin, le et les) ;
- des erreurs visuelles (chemin et chenin) ;
- des inversions (sept et step) ;
- des erreurs relatives au code phonologique par non-respect des règles ou par méconnaissance (ill, gn ou oi) ;
- des erreurs entre les homophones (a et à, vert et vers) ;
- des erreurs de découpage (lendemain et lent de main, n’osèrent et nosèrent) ;
- des confusions entre catégories grammaticales (pour les nourrir et pour les nourrires) ;
- une mauvaise mémorisation de l’orthographe d’usage même pour des mots familiers fréquents[6] ;
- une fragilisation psychologique ;
- une estime de soi diminuée.

On distingue le trouble du développement du trouble acquis (à la suite d'une lésion du système nerveux par exemple), on emploie dans ce dernier cas plus fréquemment le terme d’agraphie.
La dysorthographie est également liée à la génétique [réf. nécessaire] (gène qui cause un mauvais développement de la zone cérébrale liée à l'assimilation de l’orthographe) et/ou à une mauvaise méthode d’apprentissage de l’orthographe en primaire.

## Dépistage et diagnostic
Différents tests de dépistage peuvent être pratiqués en France :
- ODEDYS (Outil de Dépistage de la Dyslexie).
- BREV (Batterie clinique Rapide d'Évaluation des fonctions cognitives chez l’enfant d'âge scolaire et préscolaire).
- Un médecin scolaire est aussi autorisé à faire passer le test ERTLA 6 (Épreuves de Repérage des Troubles du Langage et des Apprentissages utilisables lors du bilan médical de l’enfant de 6 ans).

Le diagnostic est pluridisciplinaire et doit être coordonné par un médecin, sur la base d'un bilan orthophonique et d'éventuels examens complémentaires (bilan visuel, auditif, orthoptique, psychomoteur...).

## Thérapie et soutien scolaire
La rééducation de la dysorthographie est faite par un orthophoniste. L'intervention peut se baser sur les processus sous-jacents déficitaires (phonologiques, visuo-attentionnels, mnésiques) en ciblant par exemple la phonétique, les règles d’orthographe, les régularités graphotactiques ou orthographiques, la morphologie. Suivant la nature et la sévérité du trouble, une prise en charge pluriprofessionnelle s'avère parfois nécessaire et associe alors diverses disciplines : ergothérapie, psychothérapie, psychomotricité, orthoptie, neuropsychologie.
L’école peut mettre en place des aides à la demande de la famille. En France, il s'agit le plus souvent d'un Plan d'Accompagnement Personnalisé (PAP). Ce dispositif permet la mise en place d'adaptations et aménagements pédagogiques. Dans la plupart des cas, il est nécessaire de monter un dossier auprès de la MDPH pour faire reconnaître le handicap lié au trouble des apprentissages et obtenir les aménagements.
Il peut s'agir :
- d'autoriser l'utilisation de supports numériques (accès à un ordinateur pour la prise de notes[10], logiciels de dictée vocale ou de correction orthographique, numériseur de poche[11])
- d'obtenir une aide humaine en classe (AESH)
- de proposer des modalités d'évaluation adaptées (diminuer le nombre des questions posées lors des évaluations[12], proposer un temps d'épreuve majoré tel qu'un tiers-temps, privilégier l'évaluation orale, proposer l'assistance d'un secrétaire d'examen, avoir une plus grande tolérance sur les erreurs à l'écrit)[13].

De nombreuses recommandations adaptées aux élèves dysorthographiques sont proposées par les académies scolaires en France.

## Complexité de la langue et spécificité du français
Alors que la transcription des sons est aisée dans certaines langues telles que le Turc, elle est d’une grande complexité dans d’autres (marques inaudibles, transcriptions multiples d’un même son, écritures de sons par deux lettres (digrammes...). Le français est une langue dont la complexité est un exemple reconnu. En 1992, cette complexité orthographique a été reconnue comme source de discrimination sociale éventuelle par l’Académie Française, qui a proposé une réforme. En contrepartie, des systèmes orthographiques alternatifs du français existent pour offrir une plus grande inclusion ainsi qu’une plus grande accessibilité universelle à ses utilisateurs.
Dans leur ouvrage La faute de l'orthographe et au cours de leur conférence TED, Arnaud Hoedt et Jérôme Piron, expliquent à quel point l'orthographe de la langue française ne rend pas service à ses locuteurs. Durant leur exposé, ils expliquent les origines élitistes de ce choix de complexité délibéré et maintenu par une Académie française dont aucun membre, à l'époque de la dissertation, n'était linguiste.